# Boticas
Boticas és un municipi portuguès, situat al districte de Bragança, a la regió del Nord i a la subregió de l'Alt Trás-os-Montes.L'any 2001 tenia 6.417 habitants. Està format per 16 freguesies. Limita a l'oest i nord-oest amb Montalegre, a l'est amb Chaves, al sud-est amb Vila Pouca de Aguiar, al sud amb Ribeira de Pena i al sud-oest amb Cabeceiras de Basto. El concelho fou creat en 1836 per desmembrament de Montalegre.

## Població
| Població del concelho de Boticas (1849 – 2004) | Població del concelho de Boticas (1849 – 2004) | Població del concelho de Boticas (1849 – 2004) | Població del concelho de Boticas (1849 – 2004) | Població del concelho de Boticas (1849 – 2004) | Població del concelho de Boticas (1849 – 2004) | Població del concelho de Boticas (1849 – 2004) | Població del concelho de Boticas (1849 – 2004) |
| ---------------------------------------------- | ---------------------------------------------- | ---------------------------------------------- | ---------------------------------------------- | ---------------------------------------------- | ---------------------------------------------- | ---------------------------------------------- | ---------------------------------------------- |
| 1849                                           | 1900                                           | 1930                                           | 1960                                           | 1981                                           | 1991                                           | 2001                                           | 2004                                           |
| 10226                                          | 10982                                          | 11154                                          | 14481                                          | 8773                                           | 7936                                           | 6417                                           | 6116                                           |

## Freguesies
- Alturas do Barroso
- Ardãos
- Beça
- Bobadela
- Boticas
- Cerdedo
- Codessoso
- Covas do Barroso
- Curros
- Dornelas
- Fiães do Tâmega
- Granja
- Pinho
- São Salvador de Viveiro
- Sapiãos
- Vilas